# Konispol
Konispol ([kɔnispɔl]; bepaalde vorm: Konispoli) is een stad (bashki) in het zuiden van Albanië. Het stadje is de zuidelijkste plaats van het land - onmiddellijk ten zuiden ervan loopt de grens met Griekenland - en maakt deel uit van de prefectuur Vlorë. Met 8200 inwoners (2011) is Konispol de achtste kleinste stad (bashki) van het land.
De stad huisvest een Griekse minderheid onder zijn inwoners en heeft zowel een moskee als een kerk.

## Bestuurlijke indeling
Administratieve componenten (njësitë administrative përbërëse) na de gemeentelijke herinrichting van 2015 (inwoners tijdens de census 2011 tussen haakjes):
Konispol (2123) • Markat (1859) • Xarrë (4263).
De stad wordt verder ingedeeld in 13 plaatsen: Çiflik, Dishat, Janjar, Konispol, Markat, Mursi, Ninat, Shalës, Shëndëlli, Shkallë, Vërvë, Vrinë, Xarrë.

## Geboren
- Muhamet Kyçyku (1784-1844), dichter
- Osman Taka (gestorven 1887), danser
- Teme Sejko (1922-1961), admiraal
- Bilal Xhaferri (1935-1986), schrijver en dissident

Belsh · Berat · Bulqizë · Cërrik · Delvinë · Devoll · Dibër · Dimal · Divjakë · Dropull · Durrës · Elbasan · Fier · Finiq · Fushë-Arrëz · Gjirokastër · Gramsh · Has · Himarë · Kamëz · Kavajë · Këlcyrë · Klos · Kolonjë · Konispol · Korçë · Krujë · Kuçovë  · Kukës · Kurbin · Lezhë · Libohovë · Librazhd · Lushnjë · Malësi e Madhe · Maliq · Mallakastër · Mat · Memaliaj · Mirditë · Patos · Peqin  · Përmet · Pogradec · Poliçan · Prrenjas · Pukë · Pustec · Roskovec · Rrogozhinë · Sarandë · Selenicë · Shijak · Shkodër · Skrapar · Tepelenë · Tirana · Tropojë · Vau i Dejës · Vlorë · Vorë

Deelgemeenten · Gemeenten · Prefecturen